# Jornal da Record
 (décembre 2011).
Si vous disposez d'ouvrages ou d'articles de référence ou si vous connaissez des sites web de qualité traitant du thème abordé ici, merci de compléter l'article en donnant les références utiles à sa vérifiabilité et en les liant à la section « Notes et références ».
Jornal da Record (portugais par Journal de la Record) ou JR est un journal télévisé nocturne brésilien, produite et diffusée sur Record. Fait ses débuts en 1972 sous le commandement du Hélio Ansaldo, remplaçant l'ancien Jornal da REI. Aujourd'hui est présenté par Celso Freitas et Christina Lemos.

## Liste de présentateurs
- Hélio Ansaldo
- Celso Ming
- Paulo Markun
- Sílvia Poppovic
- Carlos Nascimento
- Maria Lydia Flandoli
- Salette Lemos
- Carlos Bianchini
- Adriana de Castro
- Carlos Oliveira
- Chico Pinheiro
- Bóris Casoy
- Heleine Heringer
- Celso Freitas
- Janine Borba
- Marcos Hummel
- Ana Paula Padrão
- Christina Lemos